# Malonn Lévana
Malonn Lévana (* 1. April 2004 in Saint-Denis) ist eine französische Schauspielerin. Bekannt wurde sie durch den Spielfilm Tomboy. Sie lebt bei ihren Eltern in Saint-Denis und besucht das Lycée Paul-Éluard.

## Filmographie
- 2011: Tomboy
- 2011: Poliezei (Polisse)
- 2012: Der Nächste, bitte! (Un plan parfait)
- 2012: Un enfant de toi
- 2013: Cheba Louisa
- 2015: Lettre à France
- 2015: Les Filles au Moyen Âge
- 2015: 8 Coups
- 2015: Amis publics
- 2016: Fannys Reise (Le Voyage de Fanny)
- 2017: Schlittenfahrt ins Weihnachtsglück (Coup de foudre à Noël)
- 2018: Salima
- 2022: Vacances
- 2022: Les Têtes givrées